# Arménská revoluce 2018
Arménská revoluce 2018, v Arménii nejčastěji nazývána #MeržirSeržin (arménsky: #ՄերժիրՍերժին, což znamená „#ZbavSeSerže“), byla série protivládních protestů v Arménii od dubna do května 2018 vedených různými politickými a občanskými skupinami.

## Počáteční průběh
Protestům dominoval zejména Nikol Pašinjan, předseda strany Společenská smlouva. Protesty a pochody se konaly zpočátku v reakci na zvažované třetí funkční období presidenta Serže Sarkisjana (již v roce 2015 upravil Sarkisjan ústavu, aby odstranil omezení, které mu v tom bránilo). Později se protesty obrátily obecně proti vládě, která byla kontrolována Sarkisjanovou Republikánskou stranou. Pašinjan události sám nazval „sametovou revolucí“ (arménsky: Թավշյա հեղափոխություն).
Dne 22. dubna 2018 byl Pašinjan zatčen a držen přes noc na samotce. Propuštěn byl hned následujícího dne, 23. dubna. Ve stejný den Sarkisjan nečekaně odstoupil se slovy: „Mýlil jsem se, zatímco Nikol Pašinjan měl pravdu“.

## Volba premiéra
Večer 25. dubna vystoupila z koalice Arménská revoluční federace, partner Republikánské strany. Do 28. dubna oznámily všechny opoziční strany v arménském parlamentu, že podpoří Pašinjanovu kandidaturu na premiéra. Hlasování v Národním shromáždění bylo naplánováno na 1. května. Aby byl Pašinjan zvolen premiérem, musel získat aspoň 53 hlasů, tedy musel získat hlasy alespoň šesti členů Republikánské strany. Republikánská strana však jednomyslně hlasovala proti Pašinjanovi – přítomno bylo 102 poslanců, z nichž 56 hlasovalo proti jeho kandidatuře a 45 pro ni. O týden později, 8. května, proběhlo druhé hlasování. Pašinjan byl zvolen premiérem 59 hlasy.

## Hodnocení
Revoluce je někdy řazena k sérii tzv. barevných revolucí. Byla vnímána[kým?] jako příležitost pro Arménii, aby přesměrovala svou zahraniční politiku na západ, namísto dosavadní proruské orientace. To však složitá geopolitické situace Arménie, zejména konflikt o Náhorní Karabach, zcela neumožnily. Ve výsledku akorát vedla k postupnému ázerbájdžánskému zisku kontroly nad Náhorním Karabach, protože porevoluční vláda svou prozápadní orientací naštvala ruského spojence, ale na Západě si stejně nezískala žádné silné spojence, kteří by Arménii nějak reálně vojensky či diplomaticky pomohli proti Ázerbájdžánu podporovanému Tureckem a Izraelem.